# Edificio della Direzione del Catasto (Istanbul)
L'Edificio della Direzione del Catasto (in turco Sultanahmet Tapu Müdürlüğü Binası), anche conosciuto col suo nome storico, Defter-i Hakani, a Istanbul, in Turchia, è l'edificio in cui si tenevano i registri catastali e i libri di registro durante il periodo ottomano. Esso è opera dell'architetto Vedat Tek, uno dei pionieri del Primo movimento architettonico nazionale. Oggi è un museo dove sono esposti i manufatti di Santa Sofia.

## Ubicazione
L'edificio è situato in piazza Sultanahmet, nel distretto di Fatih, a Istanbul, e si affaccia sul lato settentrionale dell'At Meydani, cioè l'antico Ippodromo di Costantinopoli.

## Storia
Il Defter-i Hakani, opera di Vedat Tek e completato nel 1908-1910,, e noto come edificio dell'Ufficio del Catasto di Sultanahmet nella storia recente, ha funzionato come "Ufficio del Catasto e del Registro" dal giorno della sua costruzione fino alla fine degli anni 2010, ma nel 2020 è stato trasferito al Ministero della Cultura e del Turismo e si è deciso di utilizzarlo come museo per esporre i manufatti di Santa Sofia.

## Architettura

### Pianta
L'edificio di quattro piani ha una pianta simmetrica e rettangolare. Lo schema planimetrico generale consiste in due ampi corridoi centrali separati a destra e a sinistra dall'asse d'ingresso al centro dell'edificio e in spazi allineati intorno a questo corridoio. L'asse d'ingresso, gli assi adiacenti e le parti estreme dell'edificio vengono anticipati dalla struttura principale e la facciata acquista movimento.

### Caratteristiche della facciata
Come lo schema planimetrico, la facciata simmetrica è disposta in stile neoclassico. L'asse d'ingresso è mantenuto più alto rispetto alla struttura principale, ad eccezione delle sezioni che vengono enfatizzate. Due fasce orizzontali lungo la facciata avvolgono l'edificio.
Al piano terra, lungo tutte le facciate sono disposte finestre rettangolari verticali con archi piatti. Al primo piano, questo tipo di finestre, che continua nelle sporgenze realizzate verso l'esterno sulla facciata anteriore, è sostituito da semplici finestre rettangolari verticali sulle pareti della facciata anteriore e sulle facciate laterali dove non ci sono sporgenze. 
Al secondo piano, come al piano terra, sono utilizzate finestre rettangolari verticali con archi di timpano a sesto acuto per tutto il piano, sia sulla facciata anteriore che sulle facciate laterali. All'ultimo piano, il quarto, le finestre a timpano a sesto acuto utilizzate al secondo piano nelle sporgenze della facciata anteriore sono sostituite da semplici finestre rettangolari verticali sulle pareti della facciata anteriore e sulle facciate laterali dove non ci sono sporgenze.

### Decorazioni della facciata
Le facciate dell'edificio rivestite di pietra tagliata sono decorate da ornamenti in piastrelle, soprattutto nella parte superiore e inferiore delle finestre. Inoltre, la tecnica dell'intaglio e della goffratura della pietra è la tecnica dominante utilizzata in tutto l'edificio.